# Aes Dana (музыкант)
Aes Dana — французский исполнитель электронной музыки в жанре психоделического эмбиента. Под псевдонимом Aes Dana скрывается Венсан Виллюи (фр. Vincent Villuis) — бывший участник проекта Asura. Некоторый вклад в творчество Aes Dana вносит эмбиент-музыкант Mahiane (также известная как Sunbeam).
Наряду с Mahiane, Aes Dana — сооснователь хорошо известного психоделического лейбла Ultimae Records и часто выполняет сведение и мастеринг альбомов и компиляций, издающихся этой компанией. Вместе с Магнусом Биргерсоном (известным под псевдонимом Solar Fields) Aes Dana составляет дуэт H.U.V.A. Network.
Произведения Aes Dana — это спокойный и умиротворяющий ландшафтный эмбиент, преимущественно формируемый массивными тональными конструкциями и циклически повторяющимися музыкальными темами с отдельными вкраплениями многократно отражаемых высоко- и среднечастотных семплов и вокала. Нередко в композициях появляются трансовые ритмические структуры, органично переплетающиеся с основной эмбиентной подложкой.

## Дискография

### Альбомы
- 2002 — Season 5 (Ultimae Records, INRE 007)
- 2003 — Aftermath — Archives of peace (Ultimae Records, INRE 010)
- 2004 — Memory Shell (Ultimae Records, INRE 014)
- 2007 — Manifold (Ultimae Records, INRE 022)
- 2009 — Leylines (Ultimae Records, INRE 034)
- 2011 — Perimeters (Ultimae Records, INRE 045)
- 2012 — Pollen (Ultimae Records, INRE 055)
- 2013 — Aftermath 2.0 | Archives Of Peace (Ultimae Records, INRE 10.2)
- 2016 -  Far&Off (feat Miktek ) (Ultimae Records, INRE 083)
- 2019 — Inks (Ultimae Records, INRE 097)
- 2021 -  a(period) (Ultimae Records, INRE 105)
- 2022 - Interstice Live Set  (Ultimae Records, INRE 106)
- 2022  - Terrene (feat Lauge) (Ultimae Records)

### Выступления
- Skyclad (High Frequencies Version), в Fahrenheit Project Part One, 2001 год
- Summerlands, в Fahrenheit Project Part Two, 2001 год
- Undertow, в Fahrenheit Project Part Three, 2002 год
- Suspended Grounds, в VA - Module 01, 2002 год
- Memory Shell (Mindgames Festival Live Version), в Fahrenheit Project Part Four, 2003 год
- Seaweeds Corporate, в VA - Mountain High, 2003 год
- Happy Leary, в VA - Peace Therapy, 2003 год
- Iris Rotation, в VA - Antenna Vol. 1, 2004 год
- Aftermath pt. 03, в VA - Module 02, 2004 год
- Aftermath pt. 08, в VA - Albedo, 2005 год
- Hug, в VA - Chilling Goddess, 2005 год
- Purple, в Fahrenheit Project Part Five, 2005 год
- Bam, в VA - Mountain High 2, 2005 год
- Natti Natti (Androcell Remix), в Androcell - Efflorescence, 2006 год
- Mineral Lights (Submerge Edit), в Oxycanta, 2006 год
- Lysistrata, в Opus Iridium, Suntrip Records, 2008 год
- Pulse Rate, в VA - Vital Signs, Celestial Dragon Records, 2010 год
- Ultimae Label Party Open-Air @ Kanev (Ukraine), 2011 год
- Microcosmos party, клуб Place, Санкт-Петербург, 2012 год